# Parc M'ploussoué
Le Parc M'ploussoué est un parc naturel et muséographique de la Côte d'Ivoire situé à Bonoua. C'est un cadre naturel de 16 hectares qui dépend de la Mairie de la commune de Bonoua.

## Historique
Le parc M'ploussoué a été créé en 1981 à l'initiative du conseil municipal de Bonoua. Il est  impulsé par le premier maire de la ville, feu Amethier Jean-Baptiste et de toute la chefferie aux affaires à cette époque. L'objectif de départ était  de préserver et de valoriser le patrimoine culturel du peuple Abouré-ehivè.  

## Description
Situé au cœur du territoire abouré-éhivè, au quartier Bégneri, dans la ville de Bonoua, région du sud Comoé, le Parc M’ploussoué est un espace naturel et culturel qui s’étendant sur 16 hectares de forêt préservée. C'est également un complexe de loisirs et de découverte qui valorise le  patrimoine culturel et naturel de la localité.
Le parc comprend un centre botanique qui met en avant les plantes utilisées en pharmacopée traditionnelle. Il est considéré comme un centre artisanal, un musée ethnographique dédié à l’histoire et aux traditions du peuple Abouré.
Au sein du parc, on y trouve quatre cases rondes qui servent de salles d’exposition construites selon le modèle d'habitat traditionnel Abouré. Chaque case porte le nom d’une classe d’âge de la génération M’ploussoué qui sont Attiblé, Bahoulé, Tchagba et Djamian. Les cases représentent le miroir culturel qui reflète le rôle joué par chaque classe d’âge.
Le parc M’ploussoué est un lieu de loisirs éco-responsable. Il est ouvert du vendredi au dimanche. Le parc propose une buvette, des espaces de pique-nique, des aires de jeux pour enfants et un encadrement assuré par des moniteurs . 

## Ressources
Les ressources sont constituées d'espaces multifonctionnels tels que le musée, le théâtre, la salle de conférence, le bar-restaurant, le centre artisanal. Il existe également le jardin botanique et un fonds muséographique. 
En outre, l'on dénombre environs  700 objets émanant du patrimoine culturel Abouré qui sont soigneusement conservée dans les cases sur le site du parc. On peut y retrouver des instruments traditionnels de travail, des statuettes, des photographies, des objets usuels et de la céramique.

## Galerie

Parc M'ploussoué de Bonoua (Côte d'Ivoire)
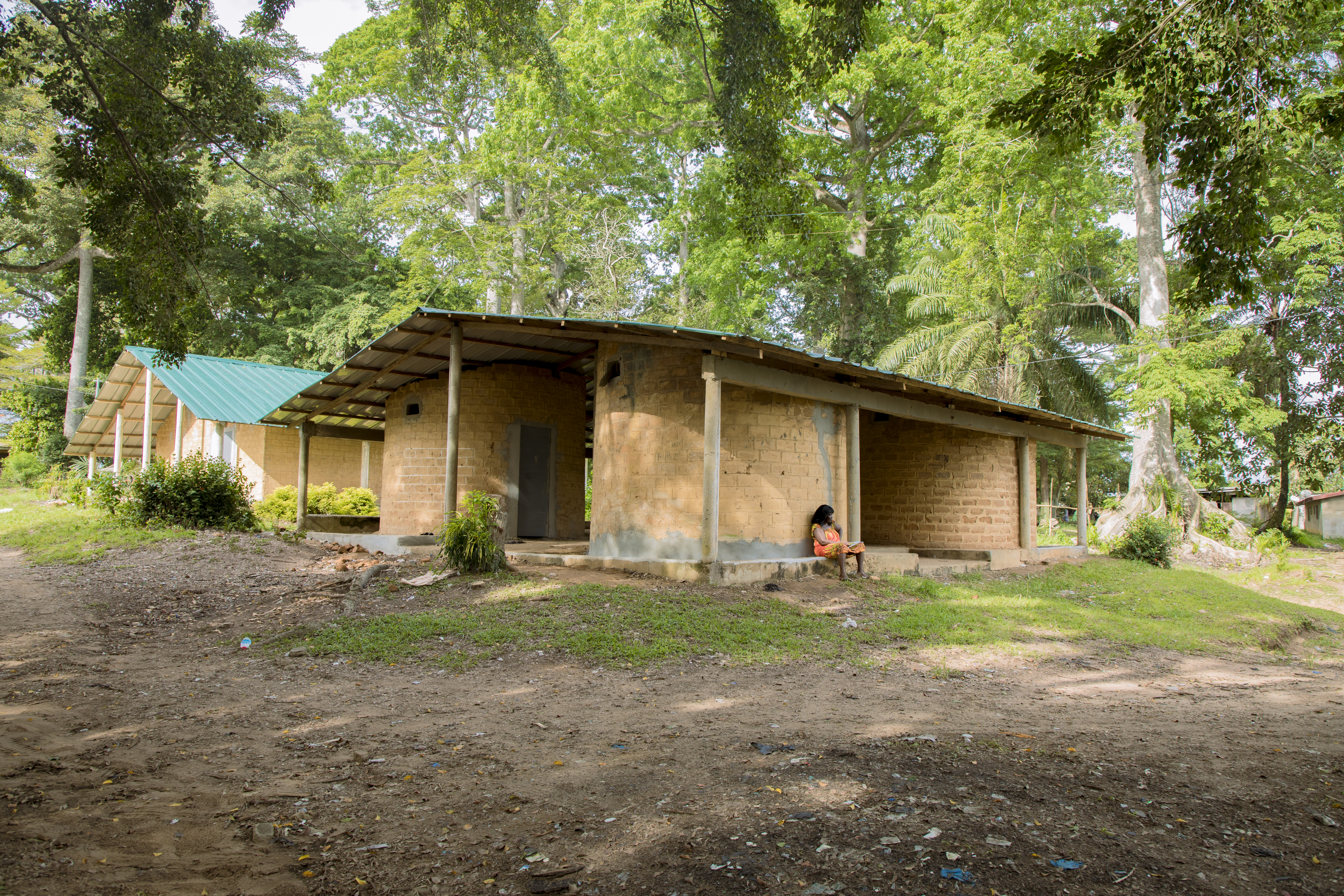
Le musée ethnographique
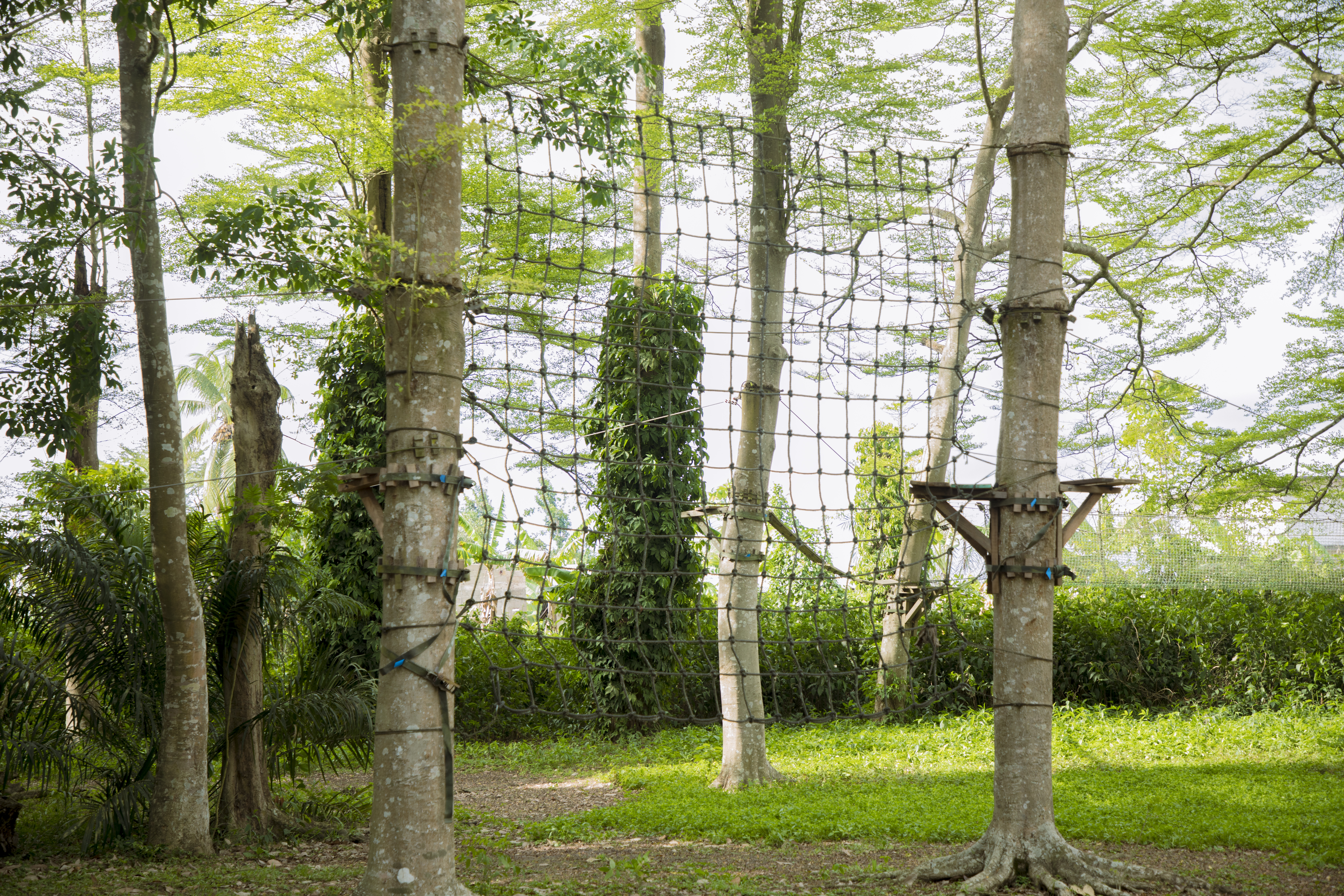
L'espace de jeu
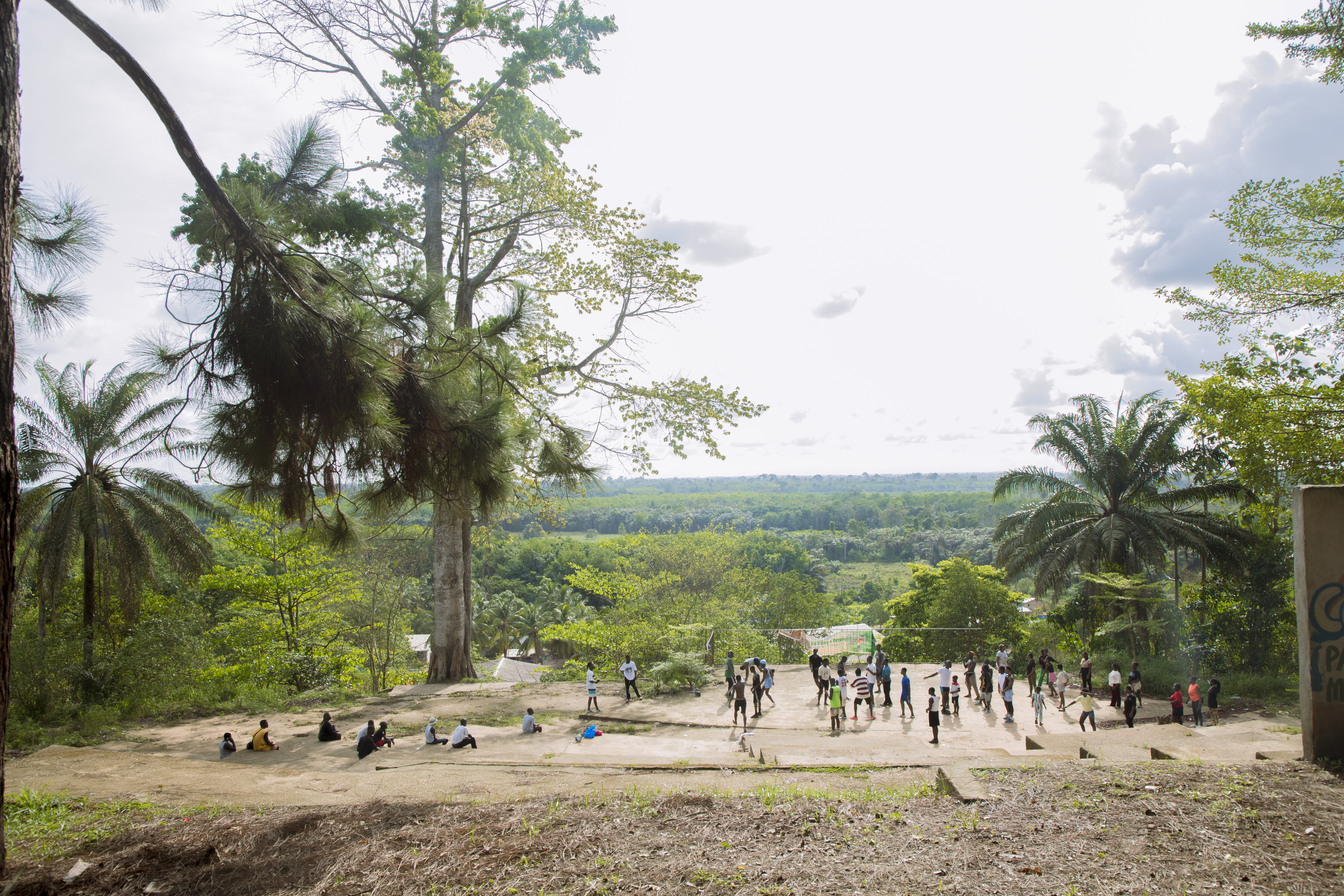
Espace de sport
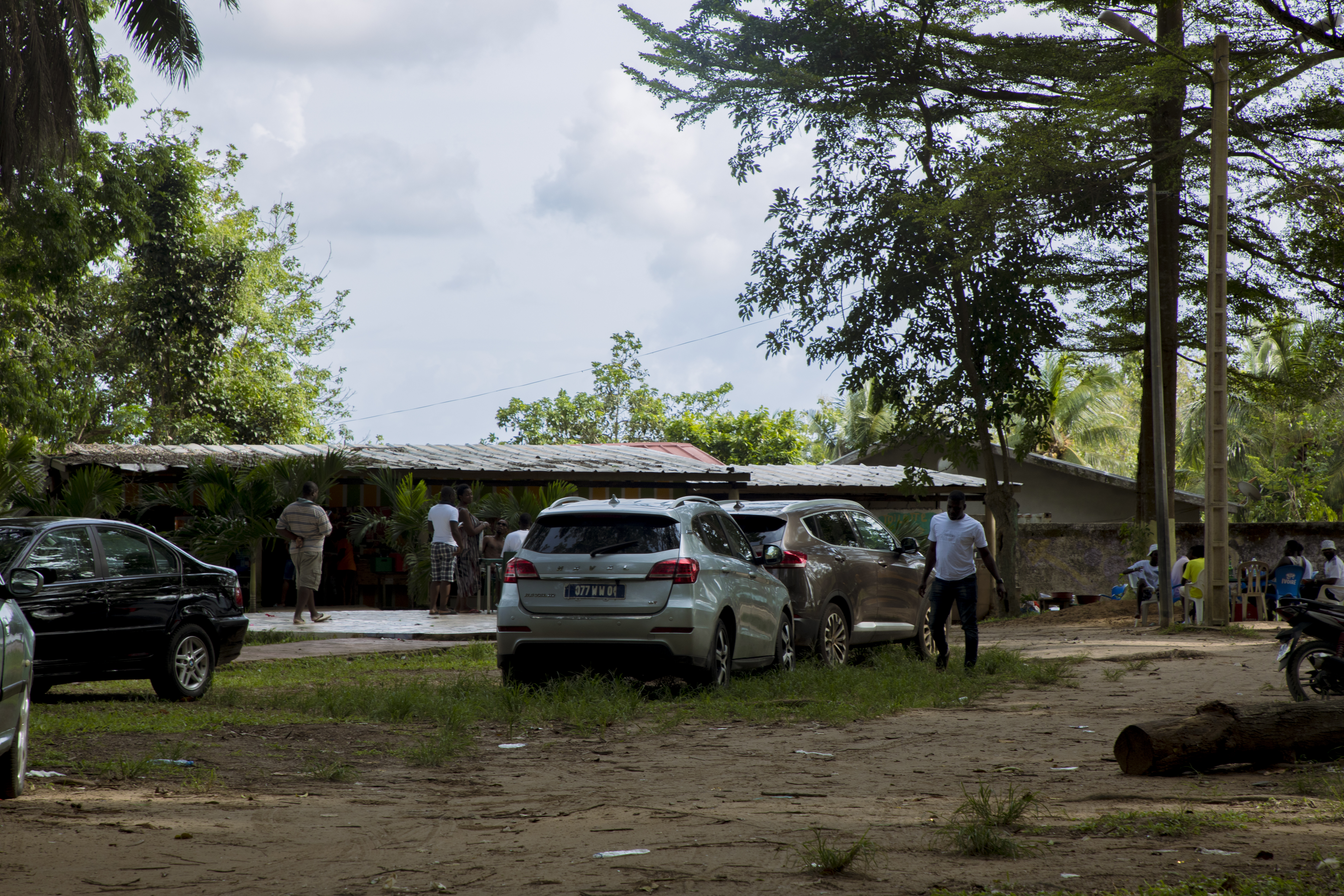
La buvette du parc
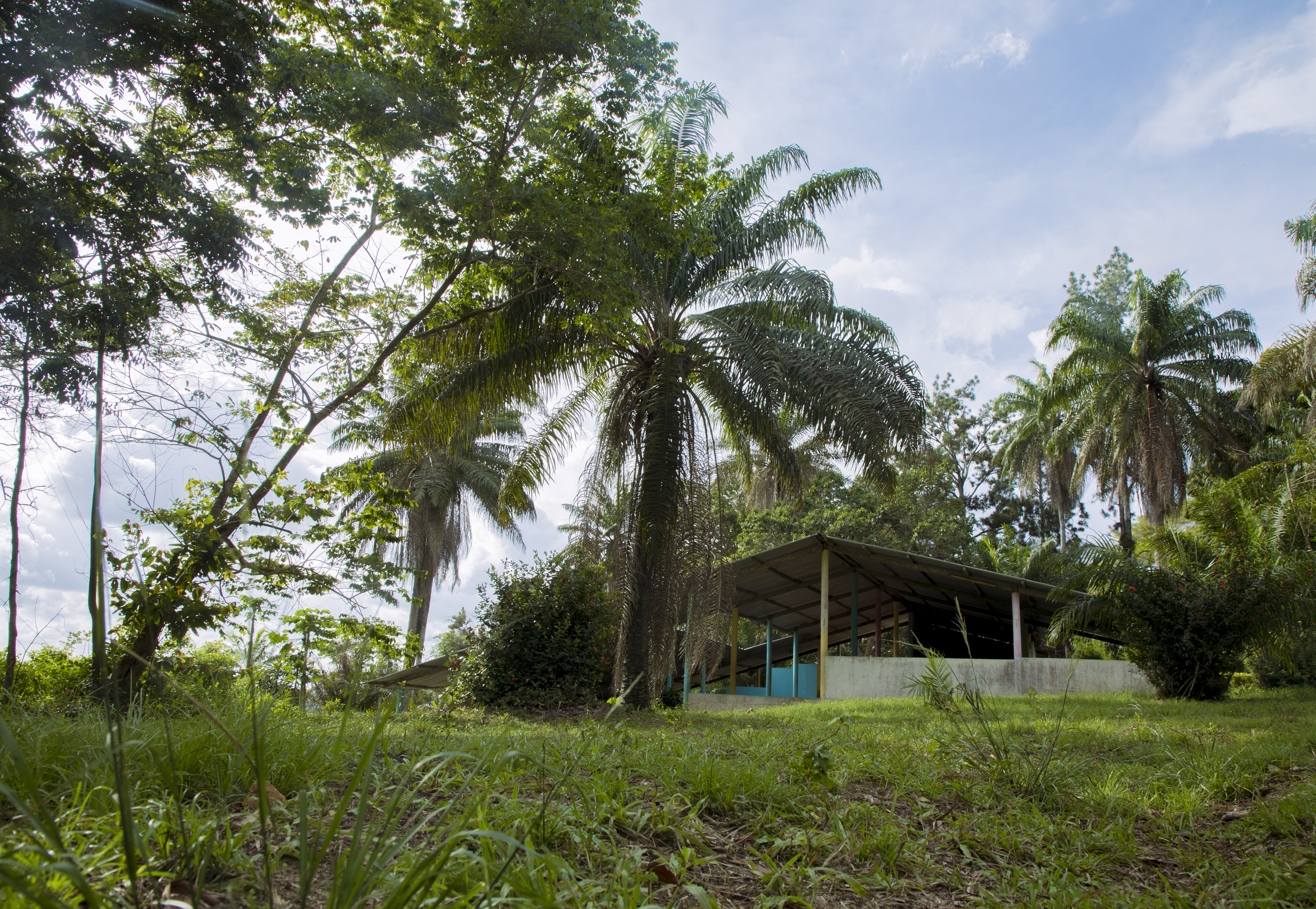
Une Vue intérieure du parc